# Bernmobil

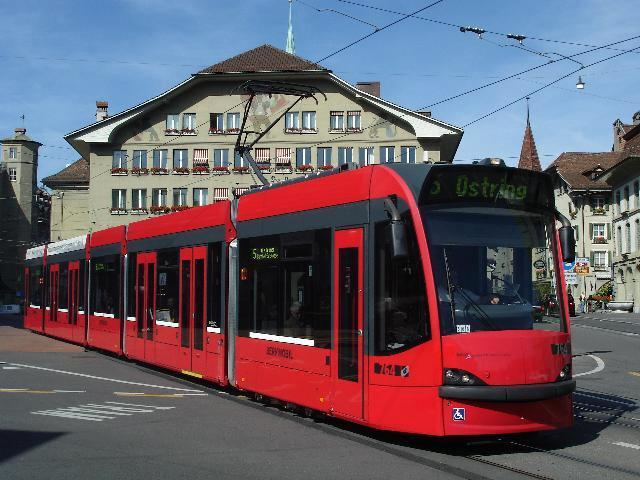
Berna: tram snodato Siemens Combino del Bernmobil n. 764 sulla linea 5

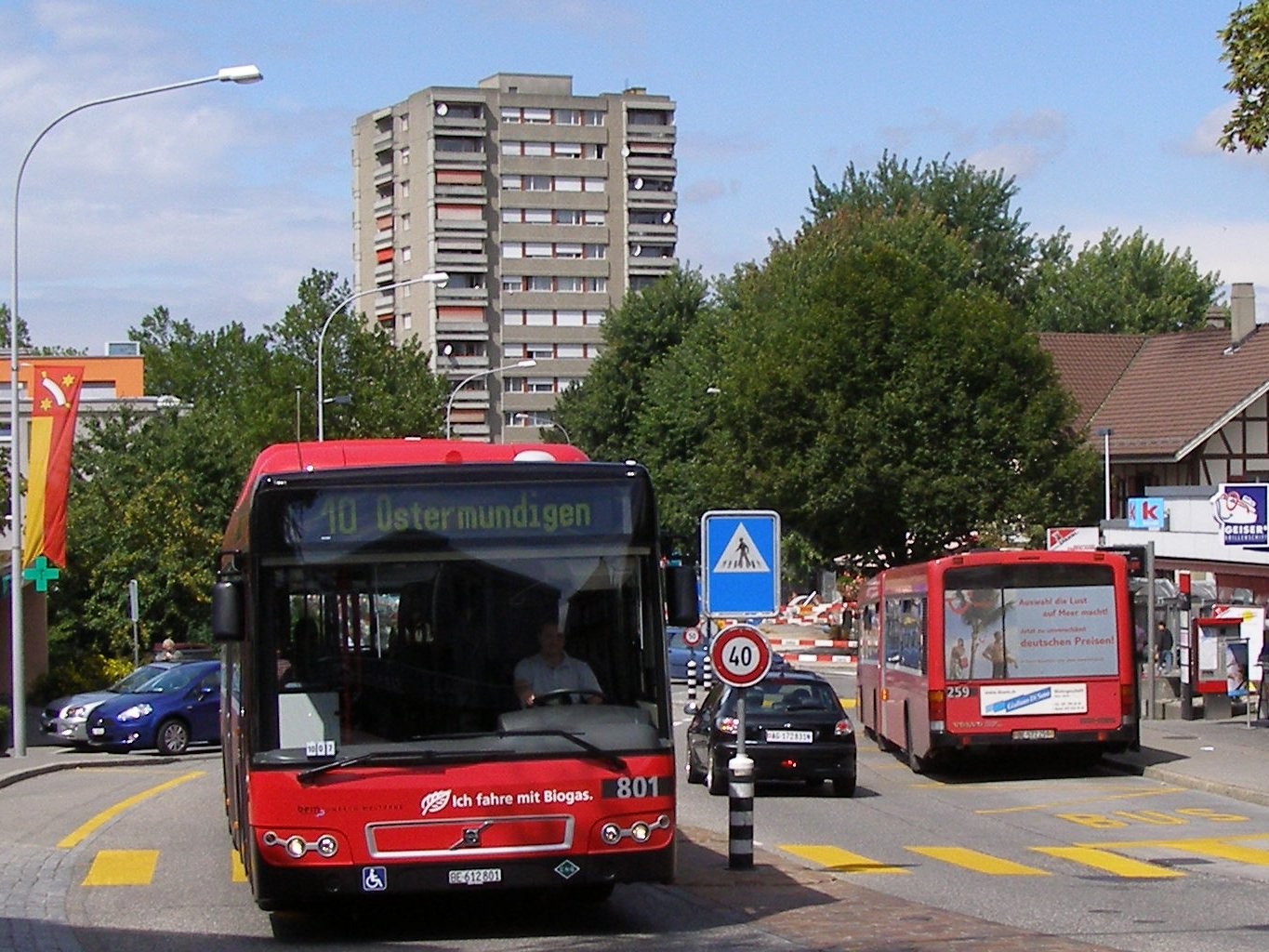
Berna: autosnodato Volvo 7700 CNG del Bernmobil n. 801 sulla linea 10

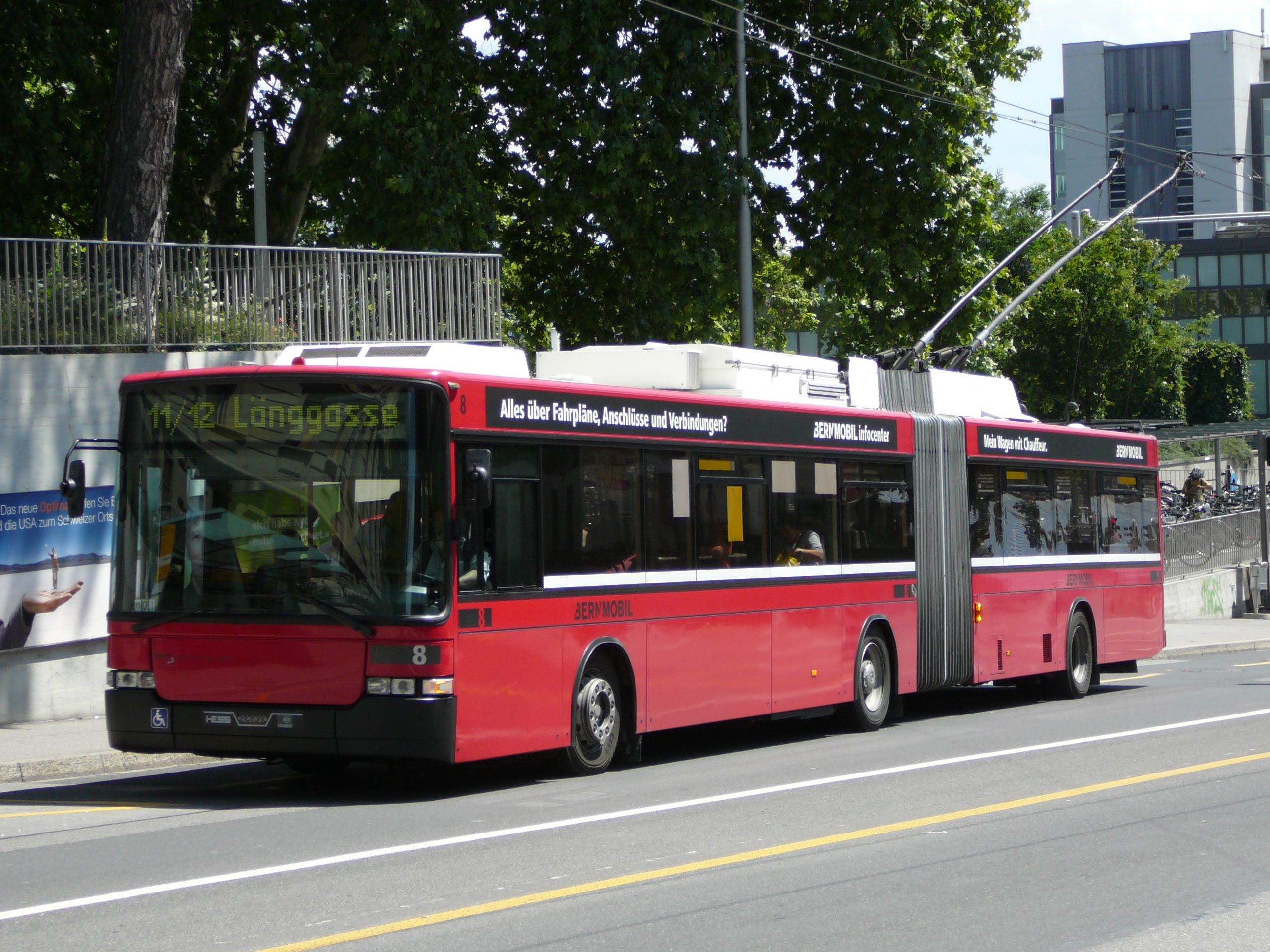
Berna: filosnodato del Bernmobil "NAW Hess Kiepe" n. 8 sulla linea 11/12

La BERNMOBIL è il nome correntemente usato per designare la Städtische Verkehrsbetriebe Bern o SVB, l'azienda svizzera che svolge il servizio di trasporto pubblico autofilotranviario nella città di Berna e nel suo circondario.

## Esercizio
L'azienda gestisce 21 linee diurne, ripartite in 3 tranvie, 5 filovie e 13 autolinee, e 18 notturne.

## Parco aziendale
Nel 2006 la flotta era costituita da 38 tram snodati e 7 con rimorchio, 26 filosnodati, 26 autobus e da 109 autosnodati con la caratteristica livrea rossa.

## Sede legale
La sede è a Berna.